# Fullmetal Alchemist - La sacra stella di Milos
Fullmetal Alchemist - La sacra stella di Milos (鋼の錬金術師 嘆きの丘（ミロス）の聖なる星?, Hagane no renkinjutsushi - Mirosu no sei-naru hoshi) è un film anime del 2011 diretto da Kazuya Murata, basato sulla serie manga e anime Fullmetal Alchemist. È stato proiettato per la prima volta nei cinema giapponesi il 2 luglio del 2011. È uscito in Italia, pubblicato da Dynit, l'11 luglio 2012, in un'edizione Blu-ray Disc e DVD e in una con due DVD.
A differenza di quanto avvenuto con il precedente lungometraggio Il conquistatore di Shamballa (che serviva a completamento della serie animata del 2003), questo film è ambientato nell'ambito della seconda serie animata (successivamente al momento in cui Alphonse impara ad eseguire trasmutazioni senza tracciare cerchi alchemici e dopo che Edward si è reso conto che c'è la possibilità di riportare indietro il corpo del fratello, giustificando così il viaggio che intraprendono durante il film per cercare un modo, ponendo il film tra gli episodi 20 e 21 di Brotherhood), ma comunque rappresenta un episodio indipendente.

## Trama
La storia parte da prima dell'inizio di Fullmetal Alchemist: Brotherhood, lungo il confine tra Creta e Amestris. La famiglia Crichton, composta da padre, madre e due figli, il maggiore Ashley e la minore Julia, abbandonano il canyon dove erano vissuti fino a quel momento, un luogo dove dilagano povertà a miseria, e dove si stanno concentrando le operazioni militari tra le due potenze ora in guerra, per mettere le proprie conoscenze alchemiche al servizio del governo di Creta. Alcuni anni dopo, i due genitori e il figlio più grande vengono uccisi da mostruose creature apparse nella loro casa, mentre Julia torna a vivere nel canyon.
Si arriva quindi al presente. Un alchimista in prigione a Central City per furto, tale Melvin Voyager, evade dal carcere a soli due mesi dalla fine della pena; Ed e Al cercano di fermarlo, ma il criminale, in grado di utilizzare a distanza alchimia di elettricità e di ghiaccio tramite cerchi alchemici disegnati sulle mani col proprio sangue, si rivela troppo forte perfino per loro e riesce a scappare.
Successive indagini, condotte con l'aiuto del colonnello Mustang, provano che Melvin è fuggito di prigione subito dopo aver letto sul giornale dell'arresto per immigrazione clandestina di Julia Crichton, quindi i due fratelli partono per la città di frontiera di Table City, che sorge sul confine con Creta (le due nazioni sono separate da una profonda gola del canyon) e che è stata recentemente conquistata da Amestris, dove la ragazza è stata arrestata.
Durante il viaggio, il loro treno viene assaltato da una chimera dalle sembianze di lupo, poi da una banda di guerriglieri che opera attorno alla città, i Pipistrelli Neri, e infine anche Melvin partecipa allo scontro, ed i fratelli Elric riescono per un soffio ad impedire che il treno vada a schiantarsi contro la stazione di Table City. Una volta arrivato in città, Melvin attacca subito e distrugge parte del carcere, liberando Julia, e ne segue un violento confronto (una specie di tutti contro tutti), durante il quale Al, per proteggere Julia, precipita assieme a lei nel canyon, ma entrambi vengono salvati da Melvin, che si rivela essere Ashley, il fratello di Julia.
La città ed il canyon che le corre vicino, e che arriva fin oltre il confine con Creta, sono quanto rimane dell'antico e piccolo regno di Milos, distrutto e conquistato secoli prima da Creta; coloro che abitano nel canyon sono quanto resta degli antichi abitanti di Milos, trattati come schiavi e rifiuti umani da entrambe le nazioni e costretti a vivere in grande miseria.
Ed si avventura nel canyon per andare incontro al fratello, e dopo essere sfuggiti ad un nuovo assalto di una chimera lupo vengono a conoscenza dei piani dei Pipistrelli Neri, i quali sono tutti parte degli abitanti della gola. Il loro piano, e anche il piano di Julia, è quello di restaurare il loro regno ottenendo la Stella di Sangue, un oggetto leggendario che si dice essere custodito da qualche parte nel sottosuolo della città. Anche Creta era a conoscenza della leggenda sulla Stella di Sangue, e per questo secoli prima aveva conquistato il regno di Milos ed aveva iniziato una massiccia opera di scavo, generando così il canyon dove vivono adesso gli abitanti dell'antica nazione. Nei piani di Miranda, la leader dei Pipistrelli, la Stella potrebbe essere lo strumento per accedere al Portale della Verità, così da sfruttarne la conoscenza per poter creare un mondo nuovo.
Ed e Al tentano di mettere in guardia Julia e i pipistrelli, non solo sul fatto che la Verità non sia qualcosa con la quale si possa scherzare, ma anche e soprattutto sul prezzo che rischierebbero di pagare per ottenere la Stella di Sangue, che probabilmente altro non è se non la pietra filosofale. Avendo saputo dai due fratelli che il prezzo per ottenere la pietra sarebbe il sacrificio di molte vite umane, Julia rimane inorridita, ma alla fine la sua volontà di restaurare Milos e dare una speranza al suo popolo si rivela più forte, e decide di proseguire assieme ai pipistrelli nel suo obiettivo.
I due fratelli a quel punto fanno ritorno in città, e cercando di scoprire il complesso marchingegno che stando alle leggende dovrebbe esservi custodito, e che permetterebbe di creare la pietra filosofale, scoprono non solo l'esistenza dell'antica città di Milos sotto di essa, ma anche che lo stesso comandante di Table City è a conoscenza delle rovine, della leggenda della pietra e punta ad ottenerla per sé, nonostante non sappia decifrare i segreti della città. Nello stesso momento i Pipistrelli, tra i quali anche Julia e Ashley, attaccano la città, sbaragliando le difese di Amestris e raggiungendo la cima della torre principale. Qui, Ashley attiva il meccanismo segreto per iniziare la creazione della Stella, accoltellando Miranda; lui in realtà non è Ashley, ma Atlas, una guardia di Creta che aveva l'incarico di sorvegliare la famiglia Crichton; venuto a sapere del segreto della Stella che i genitori di Julia stavano studiando li ha uccisi, quindi ha strappato la faccia al vero Ashley per sostituirsi a lui, oltre al disegno impresso sul suo corpo che, unito a quello tatuato su Julia, permette di trovare la stanza ove apparirà la stella una volta creata. Inserendo sangue umano nel circuito di tubi utilizzati per comunicare fra i vari punti della città, essi formano un enorme cerchio alchemico tridimensionale, in pratica un macchinario dedito alla creazione della pietra filosofale: usando il sacrificio di un gran numero di soldati di Amestris come prezzo per la trasmutazione, Atlas riesce a creare la pietra.
Ed e Al raggiungono Atlas e lo affrontano, e nonostante il nemico sia in possesso della pietra riescono a sconfiggerlo. La pietra finisce quindi ai piedi di Julia, che decide ancora una volta di seguire il suo proposito originale e la ingoia, ottenendone il potere.
Nello stesso momento il colonnello Herschel, il comandante della guarnigione di confine di Creta, ordina la deflagrazione delle cariche esplosive che ha piazzato nel canyon, facendo sì che un fiume di lava canalizzato dal vicino vulcano dilaghi nella gola.
Al, Julia e Ed tornano sul fondo del canyon per tentare di salvarne gli abitanti; mentre Al e Julia provano a fermare la lava, Ed si fa aggiustare il braccio da Winry, arrivata in città assieme a Mustang e Riza, quindi raggiunge i suoi compagni. D'improvviso ripiomba sulla scena Atlas, che è sopravvissuto allo scontro con Ed, ma che viene ucciso definitivamente da Herschel, che si rivela essere il vero Ashley, il quale aveva ingoiato la pietra filosofale posseduta dai suoi genitori per salvarsi la vita anni addietro ed era quindi entrato nell'esercito di Creta per poter un giorno riuscire a distruggere il canyon e il popolo di Milos, colpevoli a suo dire di aver trattato la sua famiglia da traditori quando avevano accettato di lavorare per Creta, per poi creare una nuova nazione capace di competere con Creta e Amestris. Le chimere che aveva precedentemente inviato contro il falso Ashley servivano a proteggere la sorella, ma ora l'uomo non ha intenzione di fermarsi dalla distruzione del canyon, neanche se questo vuol dire combattere contro Julia, forse anche perché la pietra filosofale dentro di lui ne offusca la mente.
Ed viene facilmente sconfitto da Ashley, ma quest'ultimo viene ostacolato dalla sorella, uscendo dallo scontro perdente e gravemente ferito. Julia, Ed e Al riescono a bloccare la fuoriuscita della lava. Julia decide salvar la vita ad Ashley, e nonostante i tentativi di Ed e Al di fermarla, usa tutto il potere della sua pietra e di quella del fratello per aprire il portale e ottenere la conoscenza necessaria a salvarlo, oltre a restituirgli la faccia che Atlas gli aveva strappato (e che lui aveva sostituito con una maschera), ma come prezzo per aver visto la Verità perde la gamba sinistra.
Mustang salva Julia cauterizzando la ferita, quindi la ragazza si risveglia in ospedale alcuni giorni dopo, scoprendo che il fratello è vivo ma se n'è andato, deciso probabilmente a concretizzare il suo sogno, ma in modo diverso da come fatto finora. Dopo aver ricevuto un automail per sostituire la gamba, la ragazza raggiunge Ed e Al in procinto di partire; Ed le dice che non può perdonarle di aver fatto uso di una cosa orribile come la Pietra Filosofale per realizzare i propri scopi, poi Al (che prova chiaramente qualcosa per lei) le promette che un giorno troverà il modo per riottenere il proprio corpo contando solo sulle sue forze, e che quando ciò accadrà tornerà da lei per raccontarle come ci sia riuscito.
Il film termina con i fratelli Elric che, assieme a Winry, Mustang e Riza (assieme ai militari corrotti sopravvissuti, ora in arresto) lasciano la città, proclamata dagli abitanti del canyon come capitale del neonato Regno di Milos, per fare ritorno a Central City.

## Colonna sonora
Tema di apertura
- Chasing hearts di Miwa

Tema di chiusura
- Good Luck My Way dei L'Arc~en~Ciel